# Sclerococcum sphaerale
Sclerococcum sphaerale är en lavart som först beskrevs av Erik Acharius, och fick sitt nu gällande namn av Elias Fries 1825. Sclerococcum sphaerale ingår i släktet Sclerococcum, divisionen sporsäcksvampar och riket svampar.  Arten är reproducerande i Sverige. Inga underarter finns listade i Catalogue of Life.